# Babiyal
Babiyal è una suddivisione dell'India, classificata come census town, di 21.650 abitanti, situata nel distretto di Ambala, nello stato federato dell'Haryana. In base al numero di abitanti la città rientra nella classe III (da 20.000 a 49.999 persone).

## Geografia fisica
La città è situata a 30° 20' 21 N e 76° 52' 08 E.

## Società

### Evoluzione demografica
Al censimento del 2001 la popolazione di Babiyal assommava a 21.650 persone, delle quali 11.338 maschi e 10.312 femmine. I bambini di età inferiore o uguale ai sei anni assommavano a 2.639, dei quali 1.426 maschi e 1.213 femmine. Infine, coloro che erano in grado di saper almeno leggere e scrivere erano 15.907, dei quali 8.854 maschi e 7.053 femmine.